# Lydia Zapata Peña
Lydia Zapata Peña (Bilbao, 20 de junio de 1965 - 4 de enero de 2015) fue una arqueóloga, arqueobotánica, profesora y investigadora española, considerada una de las mejores especialistas europeas en Paleobotánica, sobre todo en las facetas de la Antracología y la Etnobotánica.

## Trayectoria
Durante su formación académica, Lydia Zapata mantuvo una estancia predoctoral en 1991 en el Department of Human Environment en el University College de Londres. Esta estancia le dio la oportunidad de comenzar su formación en la arqueobotánica, bajo la supervisión de Gordon Hillman y explorar el fascinante mundo de la arqueología medioambiental, en ese momento casi inexistente en la prehistoria ibérica. Estuvo estrechamente vinculada, casi desde sus inicios, a la Universidad del País Vasco (UPV / EHU), primero como investigadora y, más adelante, desde 2007, como profesora titular. 
Cursó sus estudios de doctorado en la Universidad del País Vasco, donde defendió su Tesis doctoral en 1999 sobre el origen de la agricultura y las transformaciones del paisaje en el País Vasco a partir del análisis de restos vegetales arqueológicos.
Accedió a un contrato con una beca «Ramón y Cajal» y superó un concurso para ejercer como Profesora Titular de Prehistoria del Departamento de Geografía, Prehistoria y Arqueología de la UPV/EHU. Compartió estudios e investigaciones, a través de prolongadas estancias, con los equipos de Arqueobotánica los laboratorios del Department of Human Environment del University College de Londres y del Department of Archaeology and Anthropology de la Universidad de Cambridge. En estas instituciones académicas consolidó su formación científica.

### Líneas de investigación
Es considerada una de las mejores especialistas europeas en Paleobotánica. Su línea de investigación era el ámbito de la Arqueobotánica y, principalmente, la Antracología, la Etnobotánica y la Carpología. El estudio de la subsistencia humana, la explotación de los recursos vegetales, la evolución y cambios del paisaje vegetal, el origen, las formas y expansión de la agricultura, la explotación del bosque, la repercusión de consumos vegetales en la salud de las poblaciones, y los estudios etnográficos de las sociedades preindustriales fueron el objeto prioritario de su dedicación como investigadora.
En su trayectoria científica y académica hay que añadir su participación con numerosas publicaciones y también sus constantes viajes y colaboraciones científicas con diferentes instituciones nacionales e internacionales. Más adelante, con la obtención de un proyecto de investigación europeo, se consolidó como un referente mundial en su ámbito. Además, gracias a su capacidad pedagógica supo transmitir sus conocimientos y forma de trabajar a su alumnado y personal investigador, que continúan la tarea emprendida por Zapata desde el País Vasco en diferentes regiones y países.

### Contribuciones principales
Aunque una parte importante de sus trabajos se centraron sobre la Prehistoria del País Vasco y la Región Cantábrica, consiguió una proyección internacional, trabajando en muchos otros entornos, como Marruecos o Siria. La variedad de los temas tratados en sus investigaciones cubren un dilatadísimo lapso temporal que comienza con el Pleistoceno medio y buena parte de estas tuvieron como objetivo el estudio de los asentamientos que se ocuparon entre el Paleolítico medio y el Neolítico avanzado, como Ilso Betaio, Arenaza, Kobaederra, Lumentxa, Santa Caterina, Pico Ramos o Balzola en Vizcaya; Iritegi en Guipúzcoa; Peña Parda, Kanpanoste Goikoa o Kukuma en Álava, Mendandia en Treviño, Mugarduia sur y Aizpea en Navarra; El Mirón en Cantabria; Chaves en Huesca; Isturitz en Francia; Muge y Cabeço do Amoreira en Portugal; Carding Hill Bay en Escocia; Ifni Oudadane y El Khil en Marruecos; Tell Qarassa en Siria; y algunas otras en Burgos y La Rioja. En muchas de estas excavaciones arqueológicas intervino personalmente como directora y se integró en muchos proyectos de investigación de todo el Estado e internacionales. El último de estos era el proyecto Paleoplant del Consejo Europeo de Investigación, que llevaba a cabo poco antes de su deceso, después de que en diciembre de 2013 obtuviese la "Beca Consolidator" del Consejo Europeo de Investigación, la beca individual más exigente y de mayor dotación económica (1,9 millones de euros) del ámbito europeo. Lydia fue la primera mujer del País Vasco que la conseguía, y la única persona que lo había hecho en el área de Humanidades.
Era socia de Aranzadi y formaba parte del comité de redacción de la revista Munibe.

## Premios y reconocimientos
- 2013 - Beca Consolidator del Consejo Europeo de Investigación.[10]
- 2016 - La Facultad de Letras de la Universidad del País Vasco celebró un acto en memoria de Lydia Zapata, descubriendo una placa con su nombre  «Homenaje a la profesora de Prehistoria Lydia Zapata Peña».[11]